# Kine Beate Bjørnås
Kine Beate Bjørnås (Levanger, 12 maggio 1980) è un'ex fondista norvegese.

## Biografia
In Coppa del Mondo esordì l'8 marzo 2000 a Oslo (39ª) e ottenne l'unica vittoria, nonché primo podio, il 21 novembre 2004 a Gällivare.
In carriera prese parte a un'edizione dei Campionati mondiali, Oberstdorf 2005 (25ª nella 10 km il miglior risultato).

## Palmarès

### Coppa del Mondo
- Miglior piazzamento in classifica generale: 27ª nel 2005
- 3 podi (tutti a squadre[1]):
  - 1 vittoria
  - 1 secondo posto
  - 1 terzo posto

#### Coppa del Mondo - vittorie
| Data             | Località  | Nazione | Spec.                                                                       |
| ---------------- | --------- | ------- | --------------------------------------------------------------------------- |
| 21 novembre 2004 | Gällivare | Svezia  | 4x5 km (con Vibeke Skofterud, Hilde Gjermundshaug Pedersen e Marit Bjørgen) |